# Ernest Mennechet
Pour les articles homonymes, voir Mennechet.
Ernest Mennechet, né à Marle le 9 juin 1877 et mort à Soissons le 2 juin 1946, est un évêque catholique français, évêque de Soissons, Laon et Saint-Quentin de 1928 jusqu'à son décès en 1946.

## Biographie
Ernest-Victor Mennechet est né à Marle le 9 juin 1877 dans une famille de cafetier. Il entre d'abord au petit séminaire puis au grand séminaire de Soissons. Il est ordonné prêtre pour le diocèse de Soissons, le 29 juin 1901 à la cathédrale de Soissons. Il étudie ensuite l'Institut catholique de Paris, où il devient docteur en philosophie en mai 1911, puis docteur en théologie en juin 1911 et enfin docteur en droit canonique en 1916. 
Dans le diocèse de Soissons, il devient professeur au grand séminaire en 1903 et il est nommé chanoine honoraire de la cathédrale de Soissons en 1912. Dispensé du service militaire pour des raisons de santé, il n'est pas mobilisé lors de la Première Guerre mondiale. Au début du conflit, il part de Soissons pour Orléans où il sert comme prêtre dans la paroisse Saint-Paterne pendant la durée du conflit.
Rentré à Soissons à la fin du conflit, il reste enseignant du grand séminaire. En juin 1920, Henri Binet, nouvel évêque du diocèse, le nomme vicaire général du diocèse. Il participe avec Henri Binet à la reconstruction des églises du diocèse. En octobre 1927, il devient administrateur apostolique, en tant que vicaire général, avec la nomination de Henri Binet comme archevêque de Besançon. 
Il est nommé le 2 mars 1928, par le Pape Pie XI, évêque de Soissons, Laon et Saint-Quentin. Il reçoit la consécration épiscopale le 1er mai 1928, lors de son installation dans la cathédrale de Soissons, par le cardinal Binet, son prédécesseur et légat du pape. 
Sous son épiscopat, il s'occupe du recrutement des prêtres de son diocèse avec 432 prêtres en 1936 et 490 prêtres en 1946, date de son décès. Il soutient les mouvements d'Action catholique et la presse catholique de son diocèse. Il participe à la fin des reconstructions des églises du diocèse. Les travaux de la cathédrale de Soissons se termine en 1937 et il bénit aussi l'ensemble des cloches des églises neuves des communes du Chemin des Dames entre 1928 et 1936.
Avec le début de la Seconde Guerre mondiale, le grand séminaire de Soissons est saisi par les autorités militaires françaises et doit se replier en Mayenne à l'abbaye de Port-du-Salut jusqu'en 1945. Il effectue ainsi plusieurs voyages au grand séminaire. Avec la débâcle de mai et juin 1940, il quitte Soissons jusqu'en juillet 1940 où il rentre. Cependant à son retour, l'évêché est saisi par les autorités allemandes pour installer la Kommandantur et il obligé de résider dans des maisons particulières de Soissons. Pendant le conflit, il soutient le moral de ses fidèles et écrit des lettres pastorales avec un ton maréchaliste.
Après la fin de la guerre, il meurt à Soissons le 2 juin 1946.

## Décoration
- Chevalier de la Légion d'honneur[3].